# John Francis Thackeray

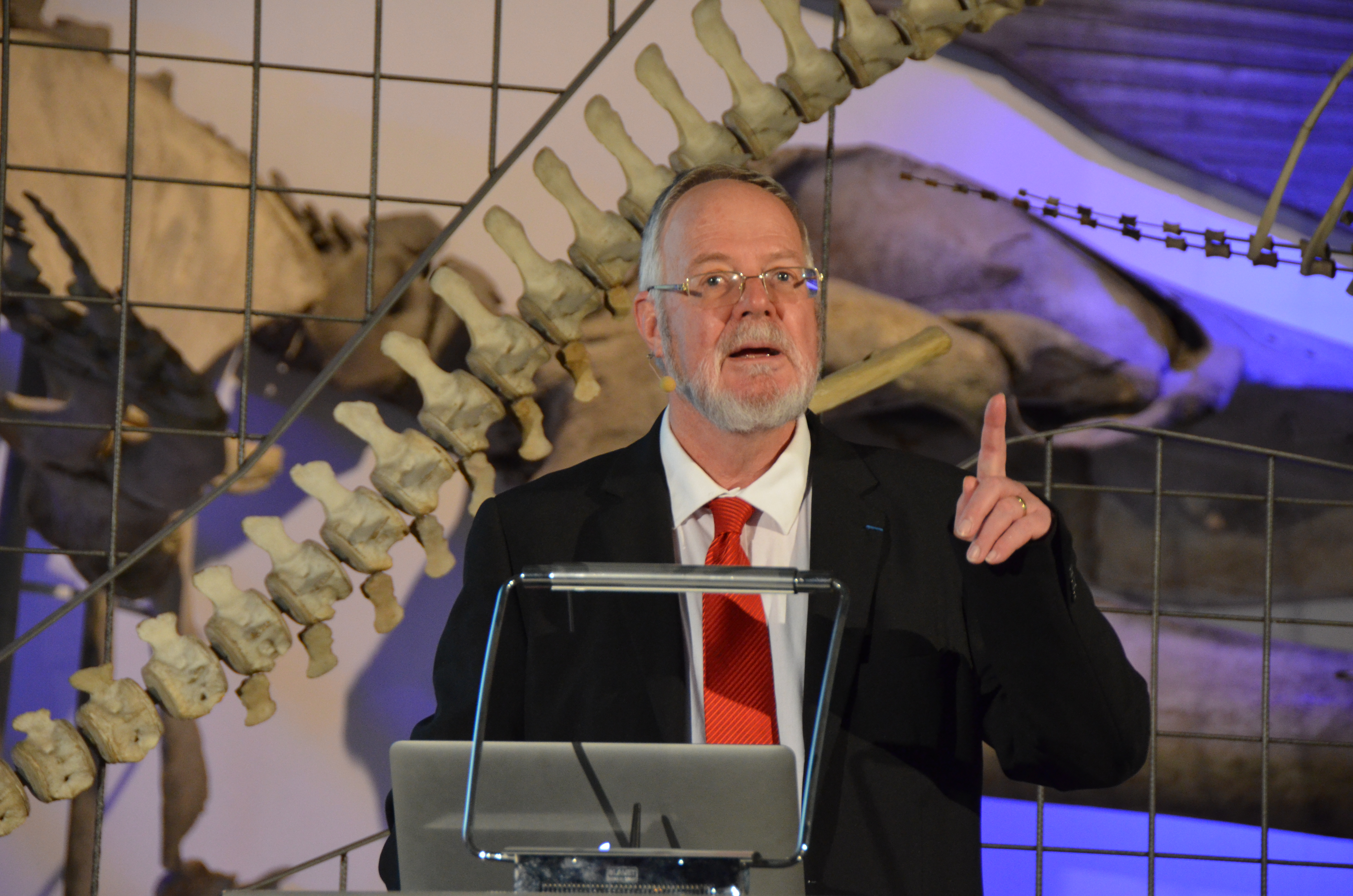
John Francis Thackeray hält die Koenigswald-Lecture 2016 im Naturmuseum Senckenberg

John Francis Thackeray (* 21. November 1952 in Pretoria, Südafrika) ist ein südafrikanischer Paläoanthropologe und Professor an der Witwatersrand-Universität in Johannesburg. Er leitet dort das Evolutionary Studies Institute (Institut für Evolutionsforschung). In Fachkreisen wurde er international bekannt aufgrund langjähriger Grabungsarbeiten in der Cradle of Humankind, einer Weltkulturerbe-Stätte der UNESCO. Dort erforschte er vor allem die Fundstätten des so genannten Nussknackermenschen, Paranthropus boisei, in Kromdraai und Swartkrans.

## Leben
J. Francis Thackeray (so seine in Facharbeiten übliche Namensnennung) studierte zunächst in Südafrika an der Universität Kapstadt Zoologie (Bachelor-Abschluss 1974) und Archäologie (Bachelor-Abschluss 1975). 1977 beendete er sein Studium in Kapstadt mit dem Master-Grad (M.Sc.) im Fachgebiet Umweltforschung. Danach wechselte er in die USA an die Yale University, wo er 1979 einen weiteren Master-Grad und 1984 den Ph.D.-Grad im Fach Anthropologie erwarb. Seine Doktorarbeit über fossile Pflanzen aus dem Jungpleistozän trug den Titel: Man, animals and extinctions: the analysis of Holocene faunal remains from Wonderwerk Cave, South Africa.
Nach seiner Rückkehr nach Südafrika war er zunächst als Wissenschaftler an der Universität Stellenbosch tätig (1982–1988) und danach bis 1990 an der Universität Kapstadt. Ab 1990 leitete Thackeray die Abteilung Paläontologie am Transvaal-Museum (heute: Ditsong National Museum of Natural History), zuletzt (bis 2009) war er dessen Direktor. Von 2009 bis zur Neuorganisation des Fachgebiets im Jahr 2013 leitete er als Professor das 2004 gegründete Institute for Human Evolution der Witwatersrand-Universität in Johannesburg. Seit der Fusion mit dem Bernard Price Institute for Palaeontological Research hat er den Phillip-Tobias-Lehrstuhl für Paläoanthropologie am Institut für Evolutionsforschung der Witwatersrand-Universität inne.
Aufgrund seiner Zusammenarbeit mit französischen Kollegen im Rahmen des von ihm geleiteten Human Origins and Past Environments programme (HOPE) wurde Thackeray im Jahr 1998 zum Chevalier (Ritter) des französischen Ordre national du Mérite ernannt.

## Forschungsthemen
Das besondere Interesse Thackerays gilt neben paläoanthropologischen Ausgrabungen vornehmlich theoretischen anatomischen Problemen, die sich derzeit im Gebiet der Paläoanthropologie aus dem Fehlen fester (statistischer) Kriterien beim Definieren von Vormenschen-Arten (den Australopithecinen) und Frühmenschen-Arten (zum Beispiel Homo ergaster / Homo erectus / Homo heidelbergensis) ergeben. „Hierbei entwickelte er grundlegend neue Ansätze der Analyse und Bewertung morphologischer Kriterien in der Evolutionsgeschichte der Menschheit.“ Sein „statistisches Artkonzept“ beruht auf dem paarweisen Vergleich möglichst vieler quantifizierbarer anatomischer Merkmale von möglichst vielen Schädeln der gleichen Art. Für jedes Merkmal kann anschließend ein Mittelwert und eine Streuung berechnet werden. Diese Daten können zu gleichartig erhobenen Daten einer zweiten Art in Beziehung gesetzt und so die morphologische Nähe bzw. Distanz der beiden Arten benannt werden. Seine Berechnungen ergaben u. a., dass Australopithecus africanus und Homo erectus nur geringe morphologische Unterschiede aufweisen und daher im Sinne von Chronospezies interpretiert werden können. Seine Vorgehensweise hat ferner Einfluss gehabt auf die Anerkennung des im Jahr 2010 benannten Australopithecus sediba als eigenständige Art.

## Dedikationsnamem
2019 benannte der italienische Paläontologe Marco Pavia die fossile Ibis-Art Geronticus thackerayi zu Ehren von John Francis Thackeray.

## Schriften (Auswahl)
- Man, animals and extinctions: the analysis of Holocene faunal remains from Wonderwerk Cave, South Africa. Dissertation, Yale University, Ann Arbor 1984 (University Microfilms International).
- Probabilities of conspecificity. In: Nature. Band 390, 1997, S. 30–31, doi:10.1038/36240
- mit diversen Co-Autoren:  Probabilities of conspecificity: application of a morphometric technique to modern taxa and fossil specimens attributed to Australopithecus and Homo. In: South African Journal of Science. Band 93, 1997, S. 195–196, Volltext (PDF)
- Approximation of a biological species constant ? In: South African Journal of Science. Band 103, Nr. 11–12, 2007, S. 489, Volltext
- Homo sapiens helmei from Florisbad, South Africa. In: The Digging Stick. Band 27, Nr. 3, 2010, S. 13–14, Volltext (PDF)
- mit: Zachary Cofran: One or two species? A morphometric comparison between robust australopithecines from Kromdraai and Swartkrans. In: South African Journal of Science. Band 106, Nr. 1/2, 2010, Art.#15, 4 pages, doi:10.4102/sajs.v106i1/2.15
- mit K. Houghton: Morphometric comparisons between crania of Late Pleistocene Homo sapiens from Border Cave (BC 1), Tuinplaas (TP 1) and modern southern African populations. In: Transactions of the Royal Society of South Africa. Band 66, Nr. 3, 2011, doi:10.1080/0035919X.2011.626808
- mit Edward Odes: Morphometric analysis of Early Pleistocene African hominin crania in the context of a statistical (probabilistic) definition of a species. In: Antiquity. Band 87, 2013, Volltext
- Der Mensch ist schwer zu greifen. In: Frankfurter Allgemeine Zeitung. Nr. 274, 23. November 2016, S. N2

## Belege
1. ↑  John Francis Thackeray, paleontologist. Auf: prabook.com, eingesehen am 6. September 2016
2. ↑  15. Gustav Heinrich Ralph von Koenigswald-Lecture. In: Senckenberg. Natur – Forschung – Museum. Band 146, Nr. 9/10, 2016, S. 296.
3. ↑  Ulf von Rauchhaupt: Über das Vergehen der Arten. In: Frankfurter Allgemeine Sonntagszeitung. Nr. 46, 20. November 2016, S. 65, Volltext
4. ↑  John Francis Thackeray: Comparisons between Australopithecus sediba (MH1) and other hominin taxa, in the context of probabilities of conspecificity. In: South African Journal of Science. Band 106, Nr. 7/8, 2010, Art. #348, 2 Seiten, doi:10.4102/sajs.v106i7/8.348, Volltext (PDF) (Memento vom 6. September 2016 im Internet Archive)
5. ↑  Marco Pavia: Geronticus thackerayi, sp. nov. (Aves, Threskiornithidae), a new ibis from the hominin-bearing locality of Kromdraai (Cradle of Humankind, Gauteng, South Africa). Journal of Vertebrate Paleontology e1647433, 2019 doi:10.1080/02724634.2019.1647433

| Personendaten    | Personendaten                                    |
| ---------------- | ------------------------------------------------ |
| NAME             | Thackeray, John Francis                          |
| KURZBESCHREIBUNG | südafrikanischer Paläoanthropologe und Professor |
| GEBURTSDATUM     | 21. November 1952                                |
| GEBURTSORT       | Pretoria, Südafrika                              |